# Tacoma
Tacoma és una població dels Estats Units i seu del comtat de Pierce a l'estat de Washington. En aquesta ciutat s'elaboren metalls primaris, fusta, productes derivats del paper, productes químics i aliments processats. Al nord es troba l'Aeroport internacional de Seattle-Tacoma.

## Història
La ciutat va ser traçada el 1868, quan el lloc es va triar com terminal del ferrocarril del nord del Pacífic. El 1873 es va acabar la línia fèrria. El nom de Tacoma procedeix del terme amb el qual els nadius denominaven al mont Rainier, visible des de la ciutat.

## Ciutats germanes
- Alesund, Noruega
- Davao, Filipines
- Fuzhou, Xina
- George, Sud-àfrica
- Qiryat Motzkin, Israel
- Kitakyushu, Japó
- Gunsan, Corea del Sud
- Cienfuegos, Cuba
- Vladivostok, Rússia
- Taichung City, Taiwan